# قانون العزل السياسي (ليبيا)
قانون العزل السياسي في ليبيا في بداية مرحلة التحول الديمقراطي في البلاد ارتفعت بعض الأصوات التابعة للتيارات السياسية المختلفة في ليبيا مطالبة بعزل أتباع نظام العقيد معمر القذافي الذي حكم البلاد طيلة ما يزيد عن 41 عاماً وحدثت بعض الخلافات بشأن نص القانون في البلاد بين التيارات السياسية المختلفة التي تود كتابة نص يخدم مصلحة أحزابها ورموز هذه الأحزاب على ما يبدو.
كان المجلس الانتقالي الليبي الذي حكم البلاد بعد ثورة 17 فبراير قد أقام «الهيئة العليا لمعايير النزاهة الوطنية» للنظر في إقرار المناصب البارزة وعضوية المؤتمر الوطني ووزراء الحكومات.وكانت المسودة المبدئية لمشروع قانون العزل السياسي قد قضت بأنه «يحرم من ممارسة العمل السياسي والإداري سواء بالحق في الترشح والترشيح في الانتخابات التي ستجري في البلاد بمختلف أنواعها وكذلك من تولي مناصب قيادية أو مسؤوليات وظيفية أو إدارية أو مالية في كافة القطاعات الإدارية العامة والشركات أو المؤسسات المدنية أو الأمنية أو العسكرية وكل الهيئات الاعتبارية المملوكة للمجتمع وكذلك تأسيس الأحزاب ومؤسسات المجتمع المدني وعضويتها وكذلك الاتحادات والروابط والنقابات والنوادي وما في حكمها لمدة عشر سنوات لكل من تقلد خلال الفترة من 1969 وحتى 2011».
خرجت يوم الجمعة الموافق 21 ديسمبر 2012 مظاهرة داعية للعزل السياسي في بعض المدن الليبية ولكن الاعداد المشاركة في هذه التظاهرات كانت محل جدل آخر بين وسائل الإعلام الليبية المختلفة فمنها من وصف هذه المظاهرات بأنها حاشدة وكبيرة ومنها من وصف هذه المظاهرات بأنها قليلة العدد.

## جدل حول القانون
في 25 ديسمبر 2012 وافق المؤتمر الوطني العام بأغلبية الحاضرين على قانون العزل السياسي المثير للجدل وأصدر قراراً بتكليف لجنة لصياغة القرار. أحدث هذا القانون ومشروع نصه جدلا بين طوائف المجتمع الليبي وسياسييه فمنهم من دعم هذا القانون وأيده ومنهم من عارض الفكرة من أساسها، والبعض الآخر أيد فكرة المشروع ولكنه تحفظ على النص المقدم والاقتراحات الحالية. هذا وقد تقدم التحالف الوطني الليبي بمشروع نص قرار اعترض عليه الإخوان المسلمون فرع ليبيا

## إقرار القانون
أنشأت تنسيقيات العزل السياسي التي حاولت الضغط على المؤتمر بطرق متعددة وتم التصويت على القانون وأقر القانون بالإجماع في المؤتمر الوطني العام الليبي، وذلك في الخامس من مايو، عام ألفين وثلاثة عشر